# Wyrobisko pożwirowe w Tuchomiu
Wyrobisko pożwirowe w Tuchomiu – sztuczny zbiornik wodny w Polsce, położony na wschodnim krańcu Pojezierza Kaszubskiego, w województwie pomorskim, w powiecie kartuskim, na terenie gminy Żukowo, w widłach Strzelenki i bezimiennego cieku wodnego spływającego z pasa Wzgórz Chwaszczyńskich. W kierunku zachodnim od brzegów jeziora znajduje się wieś Tuchom. Zbiornik powstał w miejscu starego wyrobiska "Kopalni Piasku Borowiec" i jest obecnie jednym z łowisk kontraktowych PZW w Gdańsku.
Ogólna powierzchnia: 10 ha.